# Marta Lynch
Marta Lynch (Buenos Aires, 8 de marzo de 1925-ibid., 8 de octubre de 1985), seudónimo de Marta Lía Frigerio, fue una escritora argentina. Escribió siete novelas y nueve colecciones de breves obras de prosa.

## Trayectoria

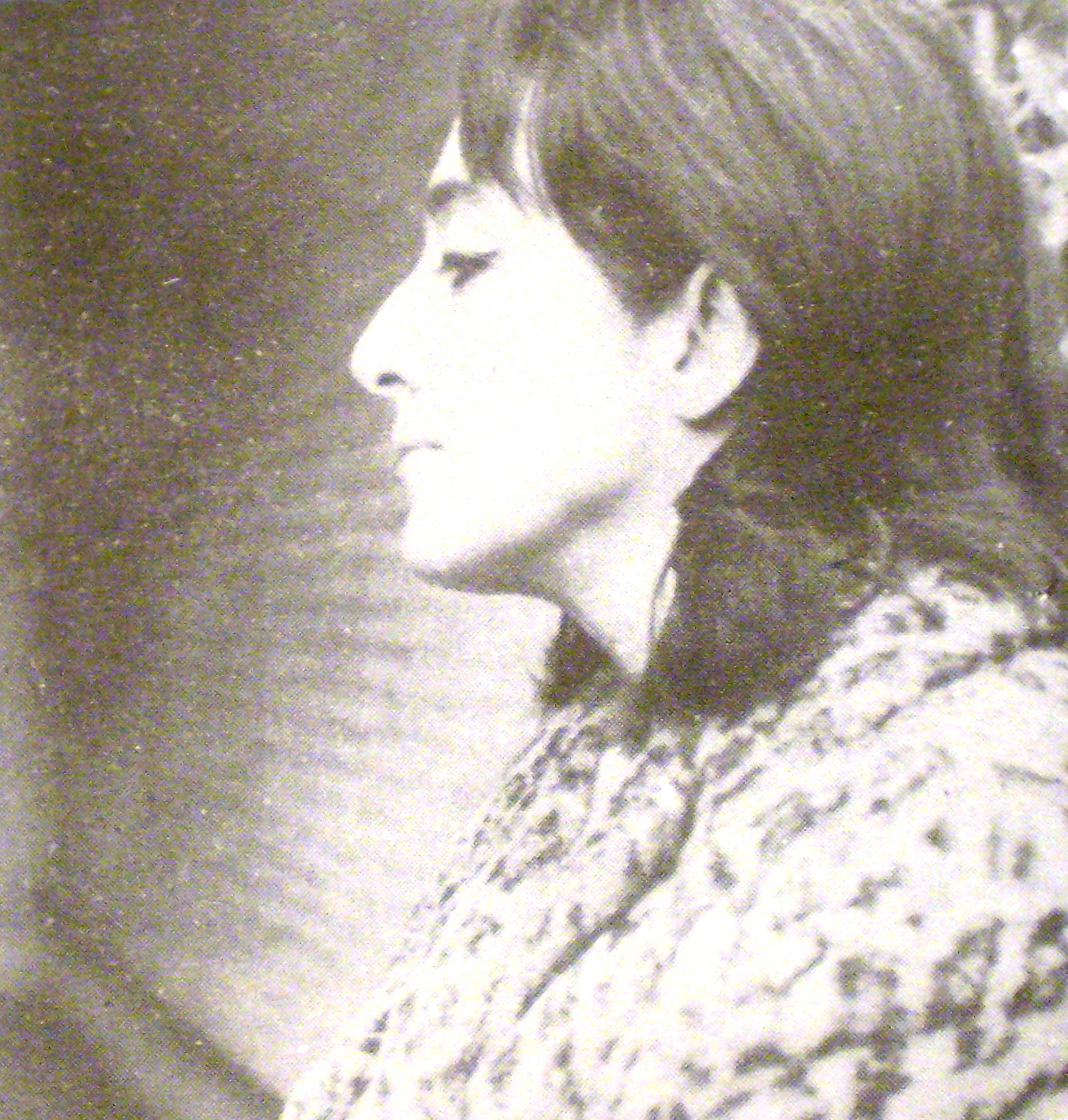
Lynch en su juventud.

Perteneció al grupo de escritoras argentinas de la generación de la década de 1950 (como Silvina Bullrich, Beatriz Guido y Sara Gallardo, entre otras) que escribieron varios best-sellers y fueron muy populares y polémicas en su tiempo. Alberto Girri definió a Lynch como una escritora "poco menos que única entre nosotros, por su ímpetu y destreza narrativa y por haber incorporado a nuestra literatura personajes como la señora Ordóñez o la Colorada Villanueva, acaso arquetípicos de nuestro medio".[cita requerida]
Se licenció en literatura en la Facultad de Filosofía y Letras de la Universidad de Buenos Aires. Se casó con el abogado Juan Manuel Lynch. Viajó y dio conferencias en Europa y en distintos países americanos: México, Cuba, Paraguay, Chile y Uruguay, y fue colaboradora de La Nación y de numerosos diarios y revistas del país y de América. En Alemania fue proclamada una de las diez mejores cuentistas de Sudamérica.[cita requerida]
El libro Cuentos de colores reúne un conjunto de doce relatos donde es posible verificar su calidad excepcional de escritora.

## Política
En noviembre de 1972 viajó en el chárter que trajo de vuelta a Juan Domingo Perón a la Argentina. Sus posturas políticas fueron muy cambiantes con el tiempo.
Había sido secretaría de Arturo Frondizi entre 1962 y 1964, coqueteó con la última dictadura militar pero fue la única que reclamó por la aparición con vida de Haroldo Conti y recibió en su casa de Vicente López a personalidades como el padre Carlos Mugica.

## Suicidio
Le aterrorizaba el deterioro físico y la decrepitud intelectual. Temía que se olvidaran de ella. Producto de una larga depresión, se suicidó en su habitación con un arma de fuego.
El escritor Jorge Asís comentó: "La mataron un poco todos los que adoptaban un tono de perdonavidas para referirse a ella. Hace unos cuatro años se vino abajo físicamente y no lo pudo resistir. Yo les hubiera hecho un corte de mangas, pero ella se tomaba la vida y la literatura demasiado en serio".[cita requerida]

## Obras

### Novelas
- La alfombra roja (Fabril Editora, 1962)
- Al vencedor (Editorial Losada, 1965)
- La señora Ordóñez (Editorial Jorge Álvarez, 1968)
- El cruce del río (Editorial Sudamericana, 1972)
- Un árbol lleno de manzanas (Editorial Sudamericana, 1974)
- La penúltima versión de la Colorada Villanueva (Editorial Sudamericana, 1978)
- Toda la función y la despedida (Editorial Abril, 1982)
- Informe bajo llave (Editorial Sudamericana, 1983)
- Páginas de Marta Lynch seleccionadas por la autora (Editorial Celtia, 1983), con Gwendolín Díaz

### Cuentos
- Los cuentos tristes (Centro Editor de América Latina, 1967)
- Cuentos de colores (Editorial Sudamericana, 1970) - Premio Municipal
- Los dedos de la mano (Editorial Sudamericana, 1976)
- Los años de fuego (Editorial Sudamericana, 1980)
- No te duermas, no me dejes (Editorial Sudamericana, 1985)